# 兰基尔大屠杀
兰基尔大屠杀（西班牙語：matanza de Ranquil）是智利军队于1934年在比奥比奥河上游对林业工人们发动的一场屠杀。由于占领阿劳卡尼亚事件，以前属于马普切人的土地落入了智利的手中，并且那些土地的巨大的延伸部分也落入了智利的手中，因此比奥比奥河上游地区新近被开放给了智利的和外国的拓荒者们。工人们造反反抗了木材工厂的管理员们，之后，智利军队被召唤来恢复秩序。结果是477名工人与马普切人被杀，约500人被俘。